# Бозонная струна
Бозо́нная струна́ — один из основных объектов изучения теории струн.
Термин возник в результате нескольких событий конца 1960-х и начала 1970-х годов, а именно: в физике элементарных частиц, при исследовании рассеивания адронов; в теоретической физике, в результате исследования спектров рассеивания адронов, а также в результате обобщения динамики квантовой релятивистской частицы на протяжённый объект.
Попытки обобщить квантовую теорию поля, имеющую дело с «точечными» возбуждениями вакуума предпринимались и раньше, ещё с 1930-х годов, однако нелокальность протяжённых объектов смущала, так как автоматически давала неперенормируемые бесконечности в вычислениях (это было похоже по сложности на решения асимптотических и экстремальных задач по классической и квантовой оптике для «светящихся отрезков»). Проблемы квантования электродинамики, позже объединение слабых и электромагнитных сил, множество задач ядерной физики — отвлекало от обобщения, однако именно ядерная физика, по случаю, привела к рождению струнных теорий. В 1968 году, штурмуя амплитуды рассеивания в адронной физике, Габриэле Венециано просто постулировал некоторую формулу, которая немедленно была ассоциирована с релятивистской упругой струной.
Точно также как «физическая точка», в геометрическом смысле, эволюционирует в некоторую траекторию — мировой путь — дерево — петли, одномерный физический объект заметает в пространстве-времени некоторую поверхность, при наличии взаимодействия весьма сложного вида, с границами, разрезами, вставками, особенностями (складками, проектированиями) и т. д. И именно эта мировая поверхность взаимодействий имеет главный физический смысл.
С точки зрения физики, нам необходимо получить инвариантные величины, то есть такие, чтобы не зависели от нашего произвольного координатного выбора. Одним из инвариантов является величина действия, для струны просто пропорциональное площади поверхности, заметаемой ей. Как бы мы теперь не параметризовали координаты струны (R-инвариантность), площадь поверхности, заметаемой упругой струной должна оставаться минимальной. В большинстве случаев мы вряд ли надеемся на 0 вариацию действия, однако, динамически система взаимодействующих струн всегда будет стремиться минимизировать общую поверхность распространения.
Вышенаписанное действие известно, как действие Намбу — Гото, оно геометрическое и связано с 2-й формой поверхностей в R(n). Его нелинейность очевидна. Чтобы сделать это действие «более линейным» А.Поляковым была предложена схема связи вложения струны с введением 2-мерной метрики в D-мерное пространство-время. С точки зрения 1+1 поверхности П-В есть просто D скалярных функций(полей), однако, если продолжать настаивать, что физическая интерпретация действия Полякова D-мерная, то 2-мерная метрика превратится во вспомогательные функции, обеспечивающие некоторый необходимый набор инвариантностей, эквивалентный действию Намбу — Гото.
Общее описание бозонной струны теперь не представляет трудностей. Необходимо использовать инвариантности в действии Полякова(связь теории струн с конформной теорией поля), чтобы минимизировать или обнулить компоненты тензора энергии-импульса, тогда все уравнения движения станут гармоническими и как следствие разложение по Фурье модам целочисленными.
Собственно это и есть бозонная струна с бесконечным спектром возбуждений, с бозонными осцилляторами.
Однако некоторые формулы верные в классическом анализе, перестают быть верными на квантовом уровне. Эта проблема известна как проблема нормального упорядочения матричных элементов некоммутирующей алгебры операторов. Результат более детального анализа на квантовом уровне приводит к критической размерности существования бозонной струны D=26, а также к наличию в основном состоянии бозонной струны метастабильного состояния, известного в физике как тахион.